# Mansilla de la Sierra
Mansilla de la Sierra is een gemeente in de Spaanse provincie en regio La Rioja met een oppervlakte van 84,76 km². Mansilla de la Sierra telt 66 inwoners (1 januari 2016).

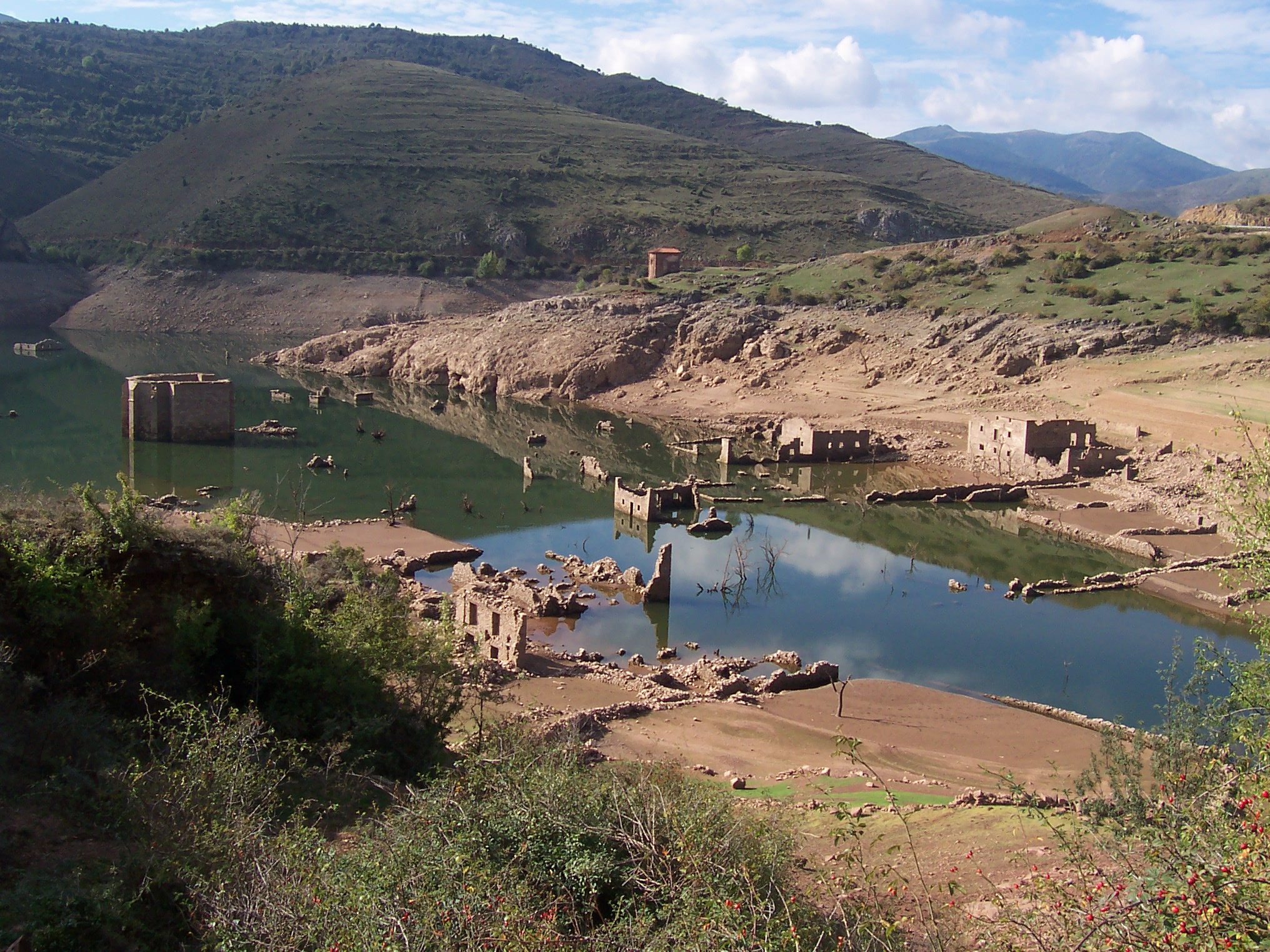
Ruïnes van het oude Mansilla
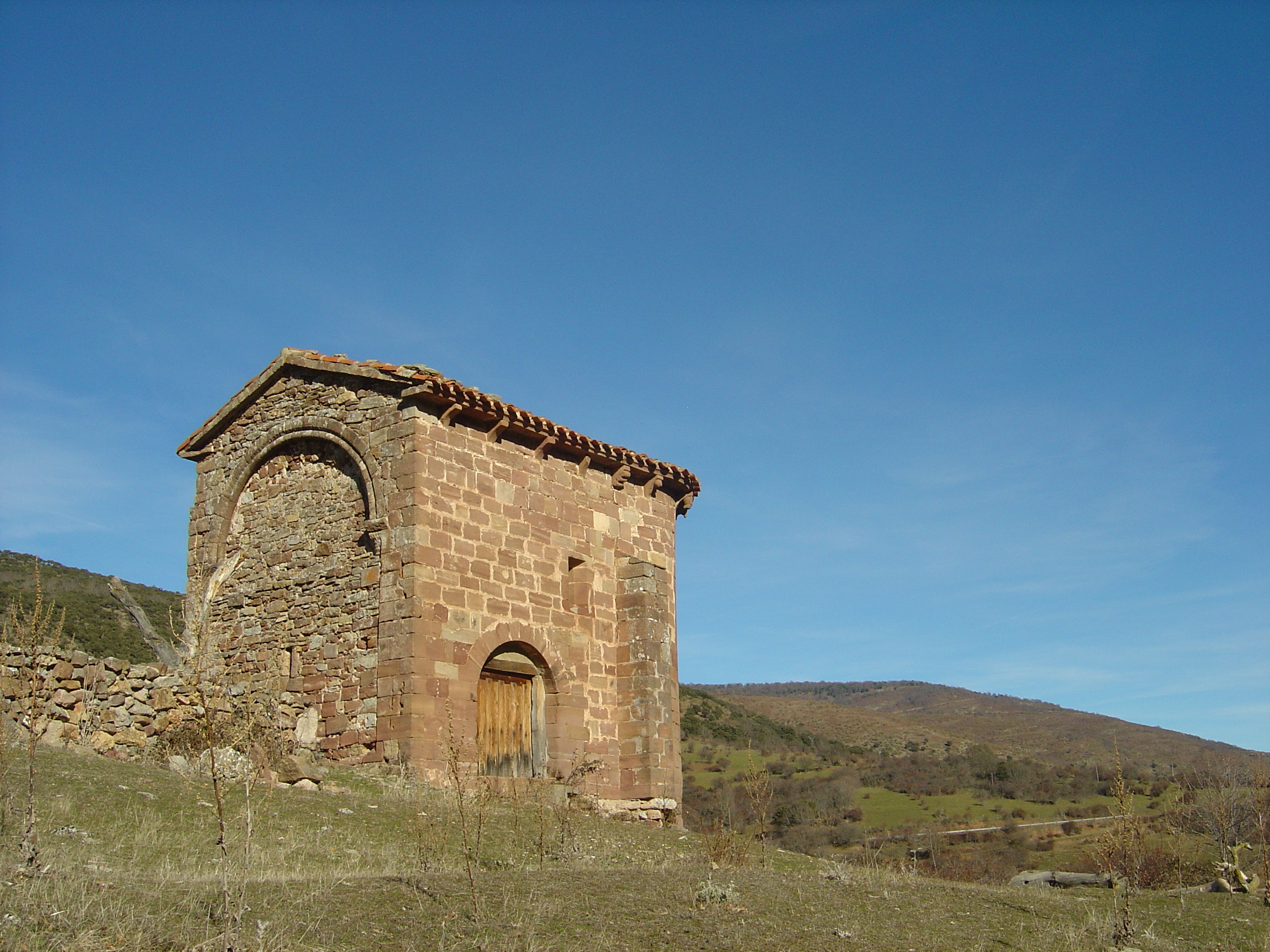
Ermita de Santa Catalina in Mansilla

## Demografische ontwikkeling
Bron: INE, 1857-2011: volkstellingen